# Formazione ideale della NFL degli anni 1930
La formazione ideale della NFL degli anni 1930, in inglese NFL 1930s All-Decade Team, fu scelta dai giurati della Pro Football Hall of Fame. La squadra è composta da giocatori che hanno fornito prestazioni eccezionali nella National Football League negli anni trenta.
| * | Indotto nella Pro Football Hall of Fame | ¤ | Finalista per l'induzione nella Hall of Fame. Aggiornato all'edizione 2015 |

| Ruolo       | Giocatore               | Squadra/e                                         | College                | Hall of Famer     |
| ----------- | ----------------------- | ------------------------------------------------- | ---------------------- | ----------------- |
| Quarterback | Arnie Herber*           | Green Bay Packers                                 | Wisconsin              | Sì                |
| Quarterback | Cecil Isbell            | Green Bay Packers                                 | Purdue                 | No                |
| Quarterback | Dutch Clark*            | Portsmouth Spartans Detroit Lions                 | Colorado College       | Sì                |
| Halfback    | Cliff Battles*          | Boston Braves Boston Redskins Washington Redskins | West Virginia Wesleyan | Sì                |
| Halfback    | Beattie Feathers        | Chicago Bears Brooklyn Dodgers Green Bay Packers  | Tennessee              | 1 volta finalista |
| Halfback    | Tuffy Leemans*          | New York Giants                                   | Oregon                 | Sì                |
| Halfback    | Ken Strong*             | Staten Island Stapletons New York Giants          | NYU                    | Sì                |
| Halfback    | Johnny "Blood" McNally* | Green Bay Packers Pittsburgh Steelers             | Saint John's (MN)      | Sì                |
| Fullback    | Bronko Nagurski*        | Chicago Bears                                     | Minnesota              | Sì                |
| Fullback    | Clarke Hinkle*          | Green Bay Packers                                 | Bucknell               | Sì                |
| End         | Bill Hewitt*            | Chicago Bears Philadelphia Eagles                 | Michigan               | Sì                |
| End         | Don Hutson*             | Green Bay Packers                                 | Alabama                | Sì                |
| End         | Wayne Millner*          | Boston Redskins Washington Redskins               | Notre Dame             | Sì                |
| End         | Gaynell Tinsley         | Chicago Cardinals                                 | Louisiana State        | No                |
| Tackle      | George Christensen      | Portsmouth Spartans Detroit Lions                 | Oregon                 | No                |
| Tackle      | Frank Cope              | New York Giants                                   | Santa Clara            | No                |
| Tackle      | Turk Edwards*           | Boston Braves Boston Redskins Washington Redskins | Washington State       | Sì                |
| Tackle      | Bill Lee                | Brooklyn Dodgers Green Bay Packers                | Alabama                | No                |
| Tackle      | Joe Stydahar*           | Chicago Bears                                     | West Virginia          | Sì                |
| Guardia     | Ox Emerson              | Portsmouth Spartans Detroit Lions                 | Texas                  | No                |
| Guardia     | Dan Fortmann*           | Chicago Bears                                     | Colgate                | Sì                |
| Guardia     | Buckets Goldenberg      | Green Bay Packers                                 | Wisconsin              | No                |
| Guardia     | Russ Letlow             | Green Bay Packers                                 | San Francisco          | No                |
| Centro      | Mel Hein*               | New York Giants                                   | Washington State       | Sì                |
| Centro      | George Svendsen         | Green Bay Packers                                 | Oregon State Minnesota | No                |